# Andreas Niesmann
Andreas Niesmann (* 1983) ist ein deutscher Journalist. Er ist Ressortleiter Wirtschaft beim RedaktionsNetzwerk Deutschland.

## Leben und Werdegang
Niesmann stammt aus Drensteinfurt im Münsterland. Er studierte Politikwissenschaft an der Universität Münster, war Stipendiat in der Studienbegleitenden Journalistenausbildung der Katholischen Journalistenschule ifp und absolvierte ein Volontariat an der Holtzbrinck-Schule für Journalismus in Düsseldorf. 
Ab 2011 arbeitete Niesmann als Politik-Redakteur für das Handelsblatt. 2012 wurde er Parlamentsredakteur im Hauptstadtbüro des Magazins Focus. 2016 wechselte er in gleicher Funktion zum RedaktionsNetzwerk Deutschland, der Mantelredaktion der Mediengruppe Madsack. 2021 übernahm Niesmann die Leitung der Wirtschaftsredaktion im RND.